# Wally Funk
Mary Wallace Funk, més coneguda com a Wally Funk (Las Vegas, Nou Mèxic, 1 de febrer de 1939) és una aviadora i ambaixadora de bona voluntat estatunidenca. Va ser la primera dona investigadora de seguretat aèria per al National Transportation Safety Board, la primera instructora de vol a Fort Sill, a Oklahoma, i també la primera inspectora de la Federal Aviation Agency, a més de ser un dels membres del grup Mercury 13. Funk va passar les proves per a ser astronauta als seixanta, però la NASA la va refusar per ser dona.
El juliol del 2021, va acompanyar, com a tripulant d'honor, al milionari estatunidenc Jeff Bezos a bord del coet New Shepard, la qual cosa la va convertir en la persona més gran de la història que, fins aleshores, havia viatjat a l'espai.